# Lynne Ramsay
Lynne Ramsay (Glasgow, 5 de diciembre de 1969) es una directora de cine y guionista escocesa, reconocida por las películas Ratcatcher, Morvern Callar, We Need to Talk About Kevin y You Were Never Really Here.[cita requerida]
Sus películas están marcadas por una fascinación por los niños y los jóvenes y por los temas recurrentes de la pena, la culpa, la muerte y sus secuelas. Tienen poco diálogo y una exposición explícita de la historia, y en su lugar usa imágenes, detalles vívidos, música y diseño de sonido para crear su propio universo. En abril de 2013 fue seleccionada como miembro del jurado de la competencia principal en el Festival de Cine de Cannes 2013. En el 2015, fue seleccionada como miembro del jurado oficial en el Festival de Cine de Venecia 2015.[cita requerida]

## Filmografía

### Largometrajes
- 1999 - Ratcatcher
- 2002 - Morvern Callar
- 2011 - We Need to Talk About Kevin
- 2017 - You Were Never Really Here
- 2025 - Die, My Love

### Cortometrajes
- 1996 - Small Deaths
- 1997 - Kill the Day
- 1998 - Gasman
- 2012 - Swimmer
- 2019 - Brigitte (Documental)

## Premios y distinciones
| Año  | Categoría                                  | Película                          | Resultado |
| ---- | ------------------------------------------ | --------------------------------- | --------- |
| 1996 | Premio del Jurado                          | Small Deaths                      | Ganadora  |
| 2002 | Premio de la Juventudː Película Extranjera | Morvern Callar                    | Ganadora  |
| 2002 | Premio CICAE                               | Morvern Callar                    | Ganadora  |
| 2017 | Mejor guion                                | En realidad, nunca estuviste aquí | Ganadora  |

- 2021: Premio Luna de Valencia. Festival Internacional Cinema Jove.[7]